# ルドラ (小惑星)
ルドラ (2629 Rudra) は近日点が火星の軌道より内側にある小惑星である。パロマー天文台のチャールズ・トーマス・コワルによって発見された。
インド神話に登場する暴風雨の神、ルドラに因んで命名された。